# Національні парки Нанда Деві та Долина квітів
Національний парк Нанда Деві та Національний парк Долина квітів є об'єктом Світової спадщини ЮНЕСКО в Уттаракханді, Індія. Він має близько 20 двох основних областей км один від одного, що складається з Національного парку Нанда Деві та Національного парку Долина квітів, а також об'єднаної буферної зони.
У 1988 році це місце було внесено до Національного парку Нанда Деві (Індія). У 2005 році його було розширено, щоб охопити національний парк Долина квітів і більшу буферну зону, і його було перейменовано на національні парки Нанда Деві та Долина квітів.
Площі сайту становлять
- 630,33 км2 (243,37 миля2) — Центральний район Національного парку Нанда Деві
- 87,50 км2 (33,78 миля2) — Центральна територія національного парку «Долина квітів».
- 5 148,57 км2 (1 987,87 миля2)[2] — Буферна зона